# Wawel Hill
Der Wawel Hill (polnisch Góra Wawel) ist ein 290 m hoher Hügel auf King George Island im Archipel der Südlichen Shetlandinseln. Er ragt nördlich des Point Hennequin am Ostufer der Admiralty Bay auf.  
Teilnehmer einer polnischen Antarktisexpedition benannten ihn 1980 nach dem Wawel, Residenz der polnischen Könige in Krakau. Das UK Antarctic Place-Names Committee übertrug die polnische Benennung 1984 ins Englische.